# Spinoleioposopus
Spinoleioposopus is een kevergeslacht uit de familie van de boktorren (Cerambycidae). De wetenschappelijke naam van het geslacht werd voor het eerst geldig gepubliceerd in 1975 door Breuning.

## Soorten
Spinoleioposopus omvat de volgende soorten:
- Spinoleioposopus baloghi (Breuning, 1975)
- Spinoleioposopus flavosignatus (Breuning, 1975)